# Kasey Knevelbaard
Kasey Knevelbaard (2 de septiembre de 1996) es un deportista estadounidense que compite en atletismo, especialista en las carreras de fondo. En los Juegos Panamericanos de 2023 obtuvo una medalla de oro en la prueba de 5000 m.

## Palmarés internacional
| Juegos Panamericanos | Juegos Panamericanos | Juegos Panamericanos | Juegos Panamericanos |
| Año                  | Lugar                | Medalla              | Prueba               |
| -------------------- | -------------------- | -------------------- | -------------------- |
| 2023                 | Santiago (Chile)     | Medalla de oro       | 5000 m               |